# السياسة الاجتماعية لدونالد ترامب
هذه مقالة عن السياسة الاجتماعية لدونالد ترمب قبل وأثناء رئاسته.
يصف الرئيس دونالد ترمب نفسه بأنه «مناصر للحياة» ويعارض، على نحو عام، الإجهاض مع بعض الاستثناءات: كالاغتصاب وسفاح القربى والظروف التي تعرض حياة الأم للخطر. قال ترمب إنه ملتزم بتعيين قضاة يمكنهم إلغاء الحكم في قضية رو ضد وايد.
يدعم ترمب «الزواج التقليدي»، ولكن بعد انتخابات 2016 قال إنه يعتبر الشرعية الوطنية لزواج المثليين قضية «مستقرة» مع الحكم في قضية أوبرجيفيل ضد هودجز. بدا هذا متناقضًا لبعض تصريحات حملته الانتخابية، إذ قال إنه «سينظر بقوة» في تعيين قضاة يمكنهم نقض هذا القرار. في حين تجنب المرشح دونالد ترمب، إلى حد كبير، التعليق على قضايا مجتمع الميم، تراجعت إدارة ترمب عن عدد من تدابير الحماية التي كانت تحمي مجتمع الميم خلال الأشهر الستة الأولى للرئيس في منصبه.
يؤيد ترمب التوسع في تفسير التعديل الثاني ويقول إنه يعارض السيطرة على السلاح على نحو عام، على الرغم من أن آرائه قد تغيرت بمرور الوقت.
يدعم ترمب إبعاد الحكومة الفيدرالية عن تحديد مدى شرعية الاستخدام غير الطبّيّ للمرجوانا ويدعم الولايات التي شرعنت القنب الطبي.
يؤيد ترمب عقوبة الإعدام، وكذلك استخدام الإيهام بالإغراق.

## إنفاذ القانون والعدالة

### عقوبة الإعدام
دافع ترمب، على نحو دائم، عن عقوبة الإعدام في الولايات المتحدة. في مايو 1989، بعد وقت قصير من حصول قضية سنترال بارك على اهتمام وسائل الإعلام، مول ترمب إعلانًا من صفحة كاملة في أربع صحف في مدينة نيويورك بعنوان «أعيدوا عقوبة الإعدام!». أُدين خمسة متهمين («سنترال بارك فايف») ظلمًا في هذه القضية، ثم بُرئت ساحتهم في وقت لاحق. بحلول أكتوبر 2016، كان ترمب لا يزال يرى أن المتهمين الخمسة «سنترال بارك فايف» مذنبون.
في ديسمبر 2015، قال ترمب في خطاب قبول تأييد الرابطة الخيرية لشرطة نيو إنغلاند: «إن أول ما سأفعله [إذا ما انتُخبت رئيسًا]، من ناحية الأمر التنفيذي، التوقيع على بيان قوي، بيان قوي يخاطب البلاد، والعالم أجمع، بأن … أي شخص يقتل ضابط شرطة، فعقوبة الإعدام ستكون في انتظاره. حسنًا؟». مع ذلك، في ظل النظام القانوني الحالي للولايات المتحدة، تجري هذه المحاكمات عادة في محكمة الولاية بموجب قانون الولاية، وليس للرئيس أي سلطة في مثل هذه القضايا. علاوة على ذلك، ألغت 19 ولاية عقوبة الإعدام، وتُعد عقوبات الإعدام الإلزامية غير دستورية، على نحو ما قضت به المحكمة العليا في قضية وودسون ضد كارولينا الشمالية (1976).
في 3 سبتمبر 2020، قُتل مايكل فوريست رينوول، المشتبه به في قتل أحد أفراد جماعة يمينية متطرفة في بورتلاند بولاية أوريغون قبل ذلك بأسبوع، برصاص فرقة عمل تابعة للشرطة. أفادت الشرطة أنه كان مسلحًا، رغم اعتراض الشهود على ما إذا كان قد هدد الشرطة. في 12 سبتمبر، بثت فوكس نيوز مقابلة أيد فيها ترمب إطلاق الشرطة النار على رينوول. قال ترمب: «لا بد أن يوجد عقاب عندما تكون جريمتك شيئًا من هذا القبيل»، وذلك في إشارة إلى قتل رينوول، الناشط اليميني المتطرف، بشأن جريمة لم يُحاكم عليها. «هذا الرجل كان مجرمًا عنيفًا، وقتلته شرطة الولايات المتحدة، وسأقول لكم شيئًا، هذا ما يجب أن يكون عليه الأمر».

## مجتمع الميم

### قبل وأثناء الترشح للرئاسة
خلال حملته الانتخابية، تجنب ترمب ولم يركز، إلى حد كبير، على القضايا المتعلقة بمجتمع الميم وحقوقهم، وعندما سُئل، غالبًا ما أعطى إجابات غامضة. نتيجة لاستراتيجية الخطاب هذه، اعتُبر في كثير من الأحيان أن لديه نظرة متسامحة نسبيًا لمجتمع الميم مقارنة بالمرشحين الجمهوريين الآخرين. وصفت ريا كاري، المدير التنفيذي لفرقة العمل الوطنية المعنية بمجتمع الميم، بياناته العامة بشأن قضايا مجتمع الميم خلال الحملة بأنها «مربكة ومتضاربة».

### إطلاق النار على ملهى ليلي في أورلاندو
على الرغم من أنه كان أول مرشح رئاسي جمهوري يستخدم مصطلح «مجتمع الميم» في خطاب قبوله في المؤتمر الوطني الجمهوري في يوليو 2016، وكان ذلك في سياق الإشارة إلى إطلاق نار جماعي جرى مؤخرًا في ملهى ليلي للمثليين، فإن تعليقه كان لمعارضة «عنف واضطهاد الأيديولوجيا الأجنبية البغيضة» التي مثلها «الإرهابي الإسلامي». رغم أنه وعد «بحماية مواطني مجتمع الميم» من هذا التهديد الأيديولوجي، فإنه لم يقدم تفاصيل عن أي تحديات محددة يواجهها أفراد مجتمع الميم ولم يصف على وجه التحديد ما سيفعله لدعم سلامتهم. بالتالي، لاحظ كثيرون أن هذا التعليق خدم في المقام الأول شيطنة الإسلام بدلًا من تأييد مجتمع الميم ودعمه على نحو هادف.

### رفعه لعلم الفخر
قبل تسعة أيام من الانتخابات الرئاسية في الولايات المتحدة لعام 2016، في تجمع للحملة الانتخابية في غريلي، كولورادو، قدم أحد الحضور لترمب علم قوس قزح مع رسالة مكتوبة بخط اليد: «مجتمع الميم من أجل ترمب». رفع ترمب العلم على المسرح من أجل التقاط الصور ثم أعاده إلى صاحبه مرة أخرى.

## حقوق المرأة

### الإجهاض

#### قبل 2016
تغيرت آراء ترمب بشأن الإجهاض على نحو كبير.
في عام 1999، وصف ترمب نفسه بأنه «مؤيد كبير للإجهاض» وقال «أنا أؤمن بالخيار». على الرغم من تصريحه بأنه يكره «فكرة الإجهاض»، إلا أنه صرح بأنه لن يحظره، ولن يحظر أيضًا الإجراء الذي يُسمى أحيانًا «الإجهاض الجزئي». في تلك السنة، أجرى مقابلات وصف فيها نفسه بأنه «مؤيد للإجهاض بشكل تام» مدعيًا أن الإجهاض ينبغي «ألا يُدرج في موضوعات السياسة. وأنا أعتقد أنه قرار شخصي يجب أن يُترك للنساء وأطبائهن».
على النقيض من ذلك، وصف نفسه في حملته الانتخابية الرئاسية لعام 2016 بأنه «مناصر للحياة» (وعلى نحو أكثر تحديدًا «مناصر للحياة مع بعض الاستثناءات»)، واقترح أن تواجه النساء اللاتي يقمن بعمليات إجهاض نوعًا من العقاب (وهو رأي سرعان ما تراجع عنه)، وتعهد بتعيين قضاة مناهضين للإجهاض في المحكمة العليا.

### النساء في الجيش
في عام 2013، تساءل ترمب عن الحكمة من السماح للنساء بالخدمة في الجيش، وربط القوات المكونة من الجنسين بمعدلات الاعتداء الجنسي الكبيرة «26,000 اعتداء جنسي غير مبلغ عنها في 238 إدانة عسكرية فقط. ما الذي توقعه هؤلاء العباقرة عندما جمعوا الرجال والنساء معًا؟». في عام 2014، قال ترمب إن جلب النساء إلى الجيش نوع من «الفوضى». في أغسطس 2015، قال ترمب إنه سيدعم النساء في الأدوار القتالية «لأنهن مهتمات بذلك حقًا، وبعضهن جيدات حقًا».